# جون أ. هاغرتي
جون أ. هاغرتي هو شخصية أعمال وسياسي أمريكي، ولد في 26 يونيو 1841، وتوفي في 11 مارس 1910. نشط حزبياً في الحزب الجمهوري. وقد انتخب عضو جمعية ولاية ويسكونسن ‏.